# Andrea Foglia
Andrea Foglia Costa (n. Montevideo, 4 de desembre de 1985) és una regatista uruguaià de les classes Snipe i làser radial.
És germana d'Alejandro Foglia, que va participar en les olimpíades d'Atenes 2004, Pequín 2008 i Londres 2012.
Va estudiar en el Deutsche Schule Montevideo. Posteriorment, va cursar la carrera Educació Inicial en la Universitat Catòlica. No obstant això, a causa de les entrades de temps que li va portar l'esport, va haver de postergar la tesi fins a haver acabat la seva participació en els jocs olímpics.

## Trajectòria
Va començar a navegar als vuit anys amb Optimist. L'any 2000 es va comprar un vaixell per competir en la categoria Snipe. Des d'aquest moment va començar a competir en equip amb la seva germana Mariana Foglia (casada amb Pablo Defazio, també dedicat al mateix esport). Van participar per primera vegada en el Sud-americà de Snipe l'any 2001, edició que es va realitzar en Tucumán. En 2002 va tornar a participar en el sud-americà, però a més va competir en el campionat del món en categoria femenina, que es va disputar en Sant Petersburg (Florida), finalitzant en el quart lloc. Després guanyaria els dos següents mundials, els de 2004 i 2006 (els campionats del món de la classe Snipe se celebren cada dos anys).
Després d'obtenir els seus dos títols mundials, es va passar a la classe Laser en 2009, preparant-se per buscar la plaça olímpica en Londres 2012. Va competir en els Jocs Panamericans de Guadalajara, on va acabar novena, i en el Campionat Mundial de Vela Olímpica de 2011, on va quedar en el lloc número 69, la qual cosa no va significar la seva classificació directa per a les olimpíades. No obstant això, li quedava per disputar el repechaje en Alemanya. Allí va acabar en el lloc número 57 i li va significar un contingent per a les olimpíades.
En els Jocs Olímpics es va classificar en la posició 38. Després d'això, la seva actuació la va decebre i va qüestionar la seva continuïtat en l'esport, a causa, a més, de les despeses econòmiques. En una entrevista va declarar que «no vol seguir demanant-li suport als pares», «fan falta espónsor i el suport d'organismes públic» i «volgués treballar en el meu».